# 南京地铁S7号线
南京地铁S7号线又称宁溧城际轨道交通，是江苏省南京市的一条轨道交通线路，是南京地铁、南京都市圈轨道交通、江苏省沿江城市群城际轨道交通线网的重要部分，于2018年5月26日通车，部分列车与S1号线贯通运营至南京南站。2020年12月，南京都市圈会议提出宁溧城际东延至溧阳。 南京地铁S7号线线路标识色为 Pantone 197C 。

## 线路站点
S7号线自位于江宁区的S1号线禄口机场站东端引出，向东延伸至溧水区境内，向东南经柘塘新区后向南纵贯溧水城区敷设至终点，设空港新城江宁站、柘塘站、空港新城溧水站、群力站、卧龙湖站、溧水站、中山湖站、幸庄站和无想山站。
线路全长30.818 km，其中地下线10.344 km，高架线18.906 km，过渡段0.624 km，路基0.944 km，设9座车站（其中5座为地下站，4座为高架站）和溧水车辆段，利用既有宁高一期禄口新城南主变电所，并新建无想山主变电所。
| 站名         | 大站快车 | 里程（公里） | 站距（公里） | 位置                | 换乘     | 车站形式 | 站台形式 | 往无想山站 | 往无想山站            | 往无想山站            | 往空港新城江宁站 | 往空港新城江宁站 |
| 站名         | 大站快车 | 里程（公里） | 站距（公里） | 位置                | 换乘     | 车站形式 | 站台形式 | 首班车     | 末班车 （周日至周四） | 末班车 （周五至周六） | 首班车           | 末班车           |
| ------------ | -------- | ------------ | ------------ | ------------------- | -------- | -------- | -------- | ---------- | --------------------- | --------------------- | ---------------- | ---------------- |
| 空港新城江宁 | ●        | 1.583        | 1.583        | 翔鹰四路-经十二路西 | █ S1号线 | 地下二层 | 岛式     | 06:00      | 22:00                 | 22:30                 | 06:30            | 22:30            |
| 柘塘         | \|       | 7.2845       | 5.7015       | 25号路-12号路西北   |          | 高架二层 | 岛式     | 06:05      | 22:05                 | 22:35                 | 06:25            | 22:25            |
| 空港新城溧水 | \|       | 12.9075      | 5.623        | 25号路-32号路西     |          | 高架三层 | 岛式     | 06:10      | 22:10                 | 22:40                 | 06:20            | 22:20            |
| 群力         | \|       | 16.2085      | 3.301        | 群溧公路-5号路南    |          | 高架三层 | 岛式     | 06:14      | 22:14                 | 22:44                 | 06:16            | 22:16            |
| 卧龙湖       | \|       | 22.146       | 5.938        | 秦淮路-团山东路南   |          | 高架三层 | 岛式     | 06:19      | 22:19                 | 22:49                 | 06:11            | 22:11            |
| 溧水         | ●        | 24.741       | 2.595        | 秦淮路-交通路北     |          | 地下二层 | 岛式     | 06:22      | 22:22                 | 22:52                 | 06:07            | 22:07            |
| 中山湖       | ●        | 26.371       | 1.630        | 秦淮路-中山东路北   |          | 地下二层 | 岛式     | 06:25      | 22:25                 | 22:55                 | 06:05            | 22:05            |
| 幸庄         | ●        | 29.007       | 2.617        | 秦淮路-金龙路       |          | 地下一层 | 侧式     | 06:28      | 22:28                 | 22:58                 | 06:02            | 22:03            |
| 无想山       | ●        | 30.471       | 1.464        | 秦淮路-随园路       |          | 地下一层 | 侧式     | 06:30      | 22:30                 | 23:00                 | 06:00            | 22:00            |

1. ↑  2020年5月26日起开行的大站快车停靠的车站
2. ↑  贯通快车不停靠

## 列车

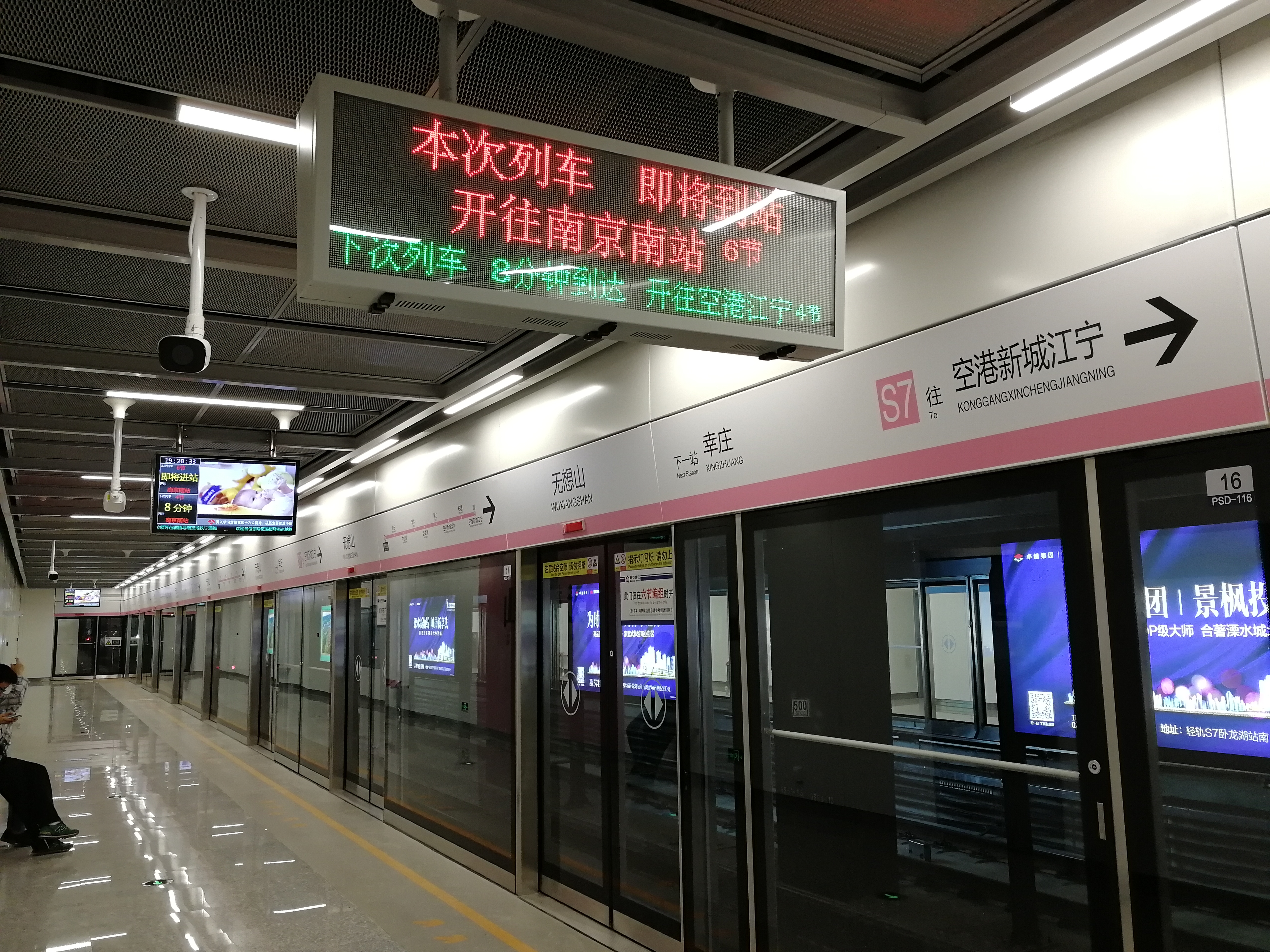
从无想山站直达南京南站的列车进站指示

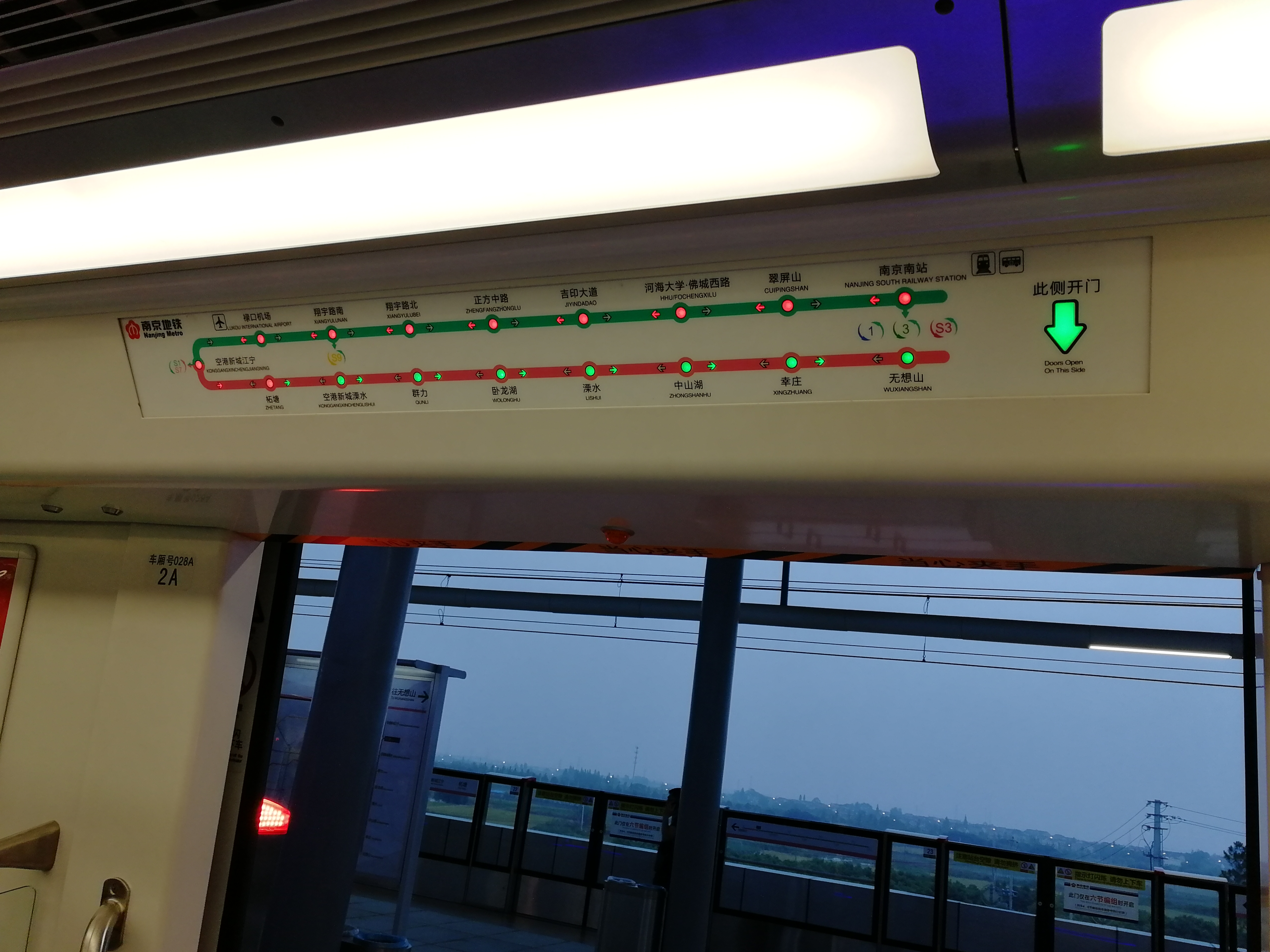
进入S7号线轨道贯通运营的S1号线列车的线路指示图

列车采用B型车，近期4辆编组，远期6辆编组，最高速度 100 km/h，厂商代码为南京地铁 PM106 型，牵引系统使用中车株洲电机制 YQ-190-11A 型牵引电机和株洲中车时代电气制 TGN66D 型IGBT-VVVF逆变器。运营初期设5组上线列车，外加一节备用列车。

## 大事记
S7号线工程名为“南京至高淳城际轨道禄口机场至溧水段工程”。
- 2013年4月，环境影响评价第一次公示[10]。
- 2013年11月，环境影响评价第二次公示[11]。
- 2014年5月，试验段（金龙路站—无想山站）土建工程招标。
- 2014年6月，环境影响评价补充公示[7]。
- 2015年5月，工程可行性研究报告获得江苏省发改委批复。[12]
- 2015年9月30日，部分标段土建工程施工开始招标。[13]
- 2018年4月29日，载客试跑[14]。同时在4月29日、30日为前往咪豆音乐节现场（天生桥风景区）的乘客开放免费试乘体验活动，活动期间同时开通地铁站-音乐节现场的免费往返接驳大巴[15]。
- 2018年5月20日，江苏卫视《新相亲时代》节目、珍爱网以及江苏交通广播网联合在S7号线列车举行“向前一步是珍爱，走进新相亲时代”特别活动。江苏卫视节目主持人孟非以及交广网主持人磊磊、娜娜均出席了此次活动[16]。
- 2018年5月26日，开通运营。
- 2020年5月26日起，开始运营大站快车，每天开行两对列车，仅停靠无想山站、幸庄站、中山湖站、溧水站和空港新城江宁站。[17]
- 2021年6月28日起，恢复与S1号线贯通运营快车，每天开行两对列车，全程停靠南京南站、翔宇路南站、禄口机场站、溧水站、中山湖站、幸庄站和无想山站。
- 2021年7月21日，因南京市出现本土疫情，位于封控区的S7号线空港新城江宁站实行封闭、跳站运营[18]。7月24日起，全线暂停运营[19]。8月19日，南京市交通运输局副局长郑春发在新闻发布会上介绍，S1号线自8月26日起恢复运行[20]。2022年3月16日起，由于南京市再次出现本土疫情，S7号线再次全线停运。至3月30日恢复正常。